# Дворкович, Аркадий Владимирович
Арка́дий Влади́мирович Дворко́вич (род. 26 марта 1972, Москва) — российский государственный деятель и экономист. Президент Международной шахматной федерации с 3 октября 2018 года. Председатель наблюдательного совета АО «Россельхозбанк» (с 1 сентября 2017). Действительный государственный советник Российской Федерации 1 класса (2004).
Заместитель председателя правительства Российской Федерации (с 21 мая 2012 по 18 мая 2018), председатель совета директоров ОАО «РЖД» (2015—2018); помощник президента Российской Федерации (с 13 мая 2008 по 21 мая 2012).
После отставки в 2018 году с поста вице-премьера правительства РФ Дворкович оказался фигурантом ряда скандальных историй, которые обсуждались в прессе.

## Биография

### Ранние годы
Родился 26 марта 1972 года в Москве в семье международного арбитра по шахматам Владимира Яковлевича Дворковича (1937—2005) и Галины Львовны Дворкович. Брат Михаил Дворкович — продюсер, основатель ассоциации предпринимателей «Новое дело».
Окончил среднюю школу № 444 города Москвы с углублённым изучением математики и прикладной математики, экономический факультет МГУ Московского государственного университета им. М. В. Ломоносова (1994 год) по специальности «экономическая кибернетика» и одновременно Российскую экономическую школу с дипломом магистра экономики (1994 год), Университет Дьюка (Северная Каролина, США) с дипломом магистра экономики (1997 год). В МГУ учился вместе с будущим бизнесменом Зиявудином Магомедовым, с которым жил в одной комнате в общежитии ДАС.

### Экспертная работа
С 1994 года — консультант, старший эксперт, генеральный директор, научный руководитель ЗАО «Экономическая экспертная группа», объединившую ряд лиц, связанных с департаментом макроэкономической политики Министерства финансов России. Занимался прогнозированием бюджетных доходов, принимал участие в переговорах с МВФ.
С 2000 года — эксперт Центра стратегических разработок (ЦСР) под руководством Германа Грефа. В ЦСР занимался разработкой бюджетной и налоговой политики. В марте 2000 года выступил соавтором «Экономической стратегии России в первом десятилетии XXI века» (совместно с Евгением Ясиным, Сергеем Алексашенко и Евгением Гавриленковым), подготовленной фондом «Либеральная миссия» Егора Гайдара и Евгения Ясина. Некоторые положения этого труда перешли в правительственную программу, подготовленную в Центре стратегических разработок. Газета «Коммерсантъ» писала, что программу, в написании которой принимал участие Дворкович, готовили в «условиях строгой секретности» Алексей Улюкаев, Сергей Синельников (замы Гайдара по его институту), Михаил Дмитриев, Олег Вьюгин, Михаил Краснов. За написанием программы по методам «чикагской школы» наблюдали чиновники МВФ. Дворкович отвечал за налоговую часть программы.

### Госслужба
С августа 2000 года — советник министра экономического развития и торговли Российской Федерации Германа Грефа.
26 марта 2001 года в день своего 29-летия распоряжением главы правительства Михаила Касьянова назначен заместителем министра экономического развития и торговли Российской Федерации. Был одним из разработчиков налоговой реформы с введением плоской шкалы 13-процентного подоходного налога.
Со 2 сентября 2004 года — председатель наблюдательного совета ОАО «Агентство по ипотечному жилищному кредитованию».
С апреля 2004 года — начальник экспертного управления президента России.
С 13 мая 2008 года — помощник президента Российской Федерации Дмитрия Медведева.
19 мая 2008 года назначен также представителем президента России по делам группы ведущих индустриальных государств и связям с представителями стран, входящих в Большую восьмёрку, российским шерпой.
В 2008-2012 годах — член наблюдательного совета Государственной корпорации по атомной энергии «Росатом».
31 декабря 2009 года распоряжением президента Медведева включён в состав рабочей группы по разработке проекта создания территориально обособленного комплекса для развития исследований и разработок и коммерциализации их результатов.

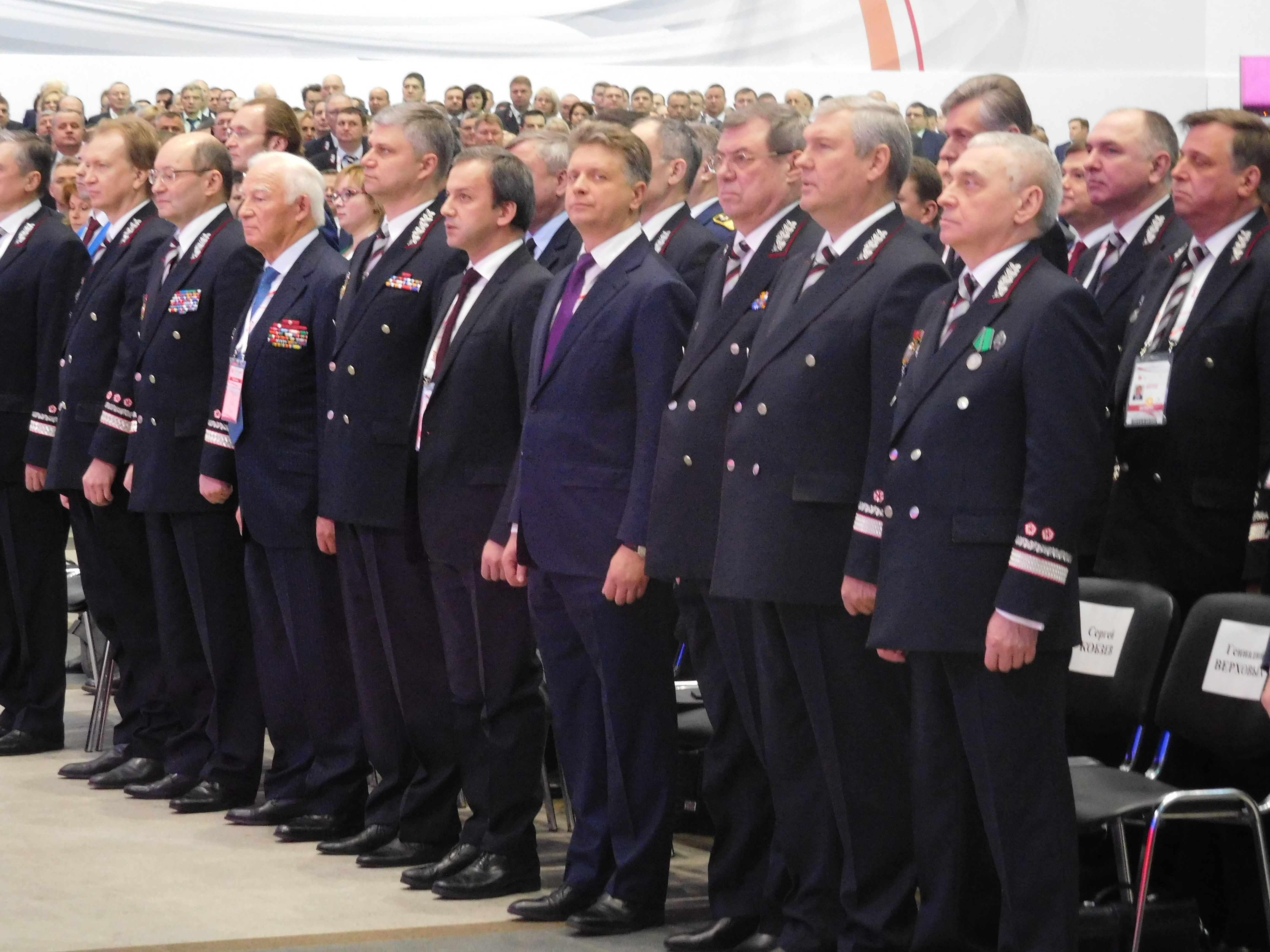
Дворкович среди участников Съезда железнодорожников 29 ноября 2017

С 2010 года Дворкович является членом попечительского совета фонда «Сколково».
В сентябре 2011 года негативно отозвался в своём твиттере о решении Путина участвовать в президентских выборах. Годом ранее Дворкович в интервью Би-би-си высказал мнение, что Медведев «хочет остаться на второй срок».
Секретарь Комиссии по модернизации и технологическому развитию экономики России.
21 мая 2012 года Дворкович назначен заместителем председателя правительства Российской Федерации (курирует ТЭК).
4 июля 2012 года назначен председателем правительственной комиссии по мониторингу продовольственных рынков.
22 июня 2015 года Дворкович назначен председателем совета директоров ОАО «РЖД», покинул должность в июне 2018 года в связи с потерей поста в правительстве России. Его кураторство над железнодорожной отраслью, специалистом в которой Дворкович никогда не был и соответствующей образовательной подготовки не имел, оценивалось экспертами как недостаточно компетентное и эффективное. Критиковались, в частности, хроническая многолетняя нехватка вагонов для перевозок по всей России грузов, в том числе стратегических, срыв государственных планов по строительству высокоскоростной железнодорожной магистрали Москва — Казань.
24 января 2018 года в эфире Bloomberg TV заявил: «Не думаю, что у нас есть олигархи, это была концепция 1990-х. Сейчас у нас есть хорошие работящие социально ответственные бизнесмены, которые заботятся о стране и зарабатывают деньги, занимаясь ответственным бизнесом».
25 января 2018 года на Всемирном экономическом форуме в Давосе, комментируя возможность отключения России от межбанковской системы SWIFT, Дворкович сообщил, что «работать можно и без SWIFT, когда-то SWIFT не было. Понятно, что всё это чуть медленнее и не так эффективно, но работать можно».
После президентской инаугурации Путина в мае 2018 года на четвёртый срок Дворкович в состав нового правительства не вошёл, покинул он и многие посты, которые занимал по должности вице-премьера. Перестав быть председателем совета директоров ОАО «РЖД», Дворкович, однако, остался членом совета директоров, председателем комитета по кадрам и вознаграждениям.

### Посты в других организациях
С 2006 года Дворкович — член правления Российского футбольного союза, руководитель программ развития российского футбола.
С 2007 года — первый вице-президент Российской шахматной федерации (РШФ), курировал в РШФ развитие детских шахмат, пропаганду и улучшение финансового обеспечения развития шахмат в России. В 2009 году, когда Дмитрий Медведев выступил против совмещения государственных должностей и постов в спортивных федерациях, ушёл в отставку. В 2010 году избран председателем наблюдательного совета РШФ.
В 2010—2014 — председатель наблюдательного совета Российской шахматной федерации.
С июля 2015 года Дворкович — председатель совета директоров Российской экономической школы.
С 1 сентября 2017 года председатель наблюдательного совета АО «Россельхозбанка», сменив на этом посту Александра Ткачёва.
До марта 2020 года был членом совета директоров ОАО «РЖД», председателем комитета по кадрам и вознаграждениям.

### После отставки
18 мая 2018 года после оставления государственного поста вице-премьера РФ Дворкович избран сопредседателем фонда «Сколково». На 14 января 2019 года Дворкович занимал и пост председателя совета директоров «Роснано».
3 октября 2018 года Дворкович избран президентом Международной шахматной федерации (ФИДЕ).
В марте 2022 года в интервью американскому журналу Mother Jones раскритиковал военное вторжение России на Украину, выступил за мирное урегулирование конфликта. Введённые против России санкции назвал «жёсткими, но бессмысленными». Вскоре секретарь генерального совета «Единой России» Андрей Турчак назвал его «национал-предателем» и пригрозил увольнением из Сколково. На следующий день Дворкович принял решение покинуть пост председателя фонда «Сколково», сосредоточившись на образовательных проектах, включая «Большое Сколково».

### Скандалы
15 января 2012 года сообщество «Синие ведёрки» уличило спецавтомобиль чиновника в грубом нарушении правил дорожного движения в центре Москвы — на сайте сообщества появился видеоролик, на котором запечатлён чёрный автомобиль с мигалкой, двигавшийся на высокой скорости по Садовому кольцу столицы без включённого спецсигнала. Дворкович признал, что это его авто, написав сообщение в твиттере: «Ехал слишком быстро. Водитель написал объяснительную. Выводы сделали».
В ноябре 2016 года вице-премьер упоминался в числе высоких федеральных чиновников, находившихся в разработке ФСБ по делу Улюкаева о вымогательстве крупной взятки у главы компании «Роснефть» Игоря Сечина.
В ноябре 2018 года стало известно, что многолетняя помощница вице-премьера Дворковича Анастасия Алексеева была уволена из аппарата правительства России за самовольное разглашение инсайдерской информации, служебной переписки министров и вице-премьеров журналистам, материалы скандала переданы в правоохранительные органы для возбуждения уголовного дела. В 2020 году привлечена к уголовной ответственности за взятку, в 2023 году приговорена к 12 годам лишения свободы по делу о коррупции. Анастасия Алексеева свою вину не признала.
В феврале 2019 года в российских СМИ, в том числе на деловом телеканале РБК-ТВ, опубликовано видео, на котором Дворкович навеселе пританцовывает с бокалом в руках на борту частного самолёта в компании бывшего министра сельского хозяйства Александра Ткачёва, бывшего пресс-секретаря Д. А. Медведева Натальи Тимаковой, бывшего шефа протокола премьер-министра РФ Марины Ентальцевой. Участники вечеринки, поднимая бокалы, шутовскими голосами распевают песню «Ах, судьба моя, судьба!» из репертуара Надежды Кадышевой. Под одобрительные возгласы Дворковича Ткачёв провозглашает тост: «За аграрное лобби!». Согласно опубликованным сведениям, ролик снят весной 2018 года, ещё до утверждения нового состава Правительства РФ, что может объяснять, почему Дворкович лишился должности вице-премьера, а Ткачёв — поста главы Минсельхоза.

## Собственность и доходы
Согласно официальным данным, доход Дворковича за 2011 год составил 4 млн рублей, доход супруги — 42,21 млн рублей. В 2015 году супруга заработала 141,4 млн рублей. Вместе с супругой Дворковичу принадлежат 2 земельных участка общей площадью 87 соток, жилой дом, две квартиры, гараж-стоянка и два автомобиля Lexus.

## Награды
- Орден «За заслуги перед Отечеством» IV степени[41]
- Орден Почёта (2010 год)[42]
- Медаль ордена «За заслуги перед Отечеством» II степени
- Медаль «В память 1000-летия Казани»
- Великий офицер ордена «За заслуги перед Итальянской Республикой» (Италия, 10 октября 2009 года)[43]
- Орден Дружбы народов (Белоруссия, 26 февраля 2015 года) — за значительный личный вклад в подготовку договора о Евразийском экономическом союзе, развитие и расширение интеграционных процессов, укрепление экономического сотрудничества между Республикой Беларусь, Российской Федерацией и Республикой Казахстан[44]
- Медаль «За вклад в создание Евразийского экономического союза» 1 степени (Высший совет Евразийского экономического союза, 8 мая 2015 года)[45]

## Семья
- Дворкович, Владимир Яковлевич (1937—2005) — отец, международный шахматный арбитр, председатель коллегии судей Российской шахматной федерации, на протяжении многих лет друг и помощник чемпиона мира Гарри Каспарова[46].
- Дворкович, Михаил Владимирович (род. 11 апреля 1978) — брат, общественный деятель, основатель ассоциации предпринимателей «Новое дело», известен публичными эпатажными акциями (за что задерживался полицией)[3].
- Рустамова Зумруд Хандадашевна (род. 21 сентября 1970 года) — жена (брак зарегистрирован в 2001 году[47][48]), бывший заместитель министра имущественных отношений Российской Федерации (2000—2004), вице-президент Сибирской угольной энергетической компании (2004—2006)[49]. По состоянию на 2011 год являлась заместителем генерального директора горнорудной компании «Полиметалл» (с 2006 года), членом совета директоров ряда крупных российских компаний: Магнитогорский металлургический комбинат (с апреля 2006 года), ОАО Международный аэропорт Шереметьево (с 14 июля 2008 года), ОАО Ханты-Мансийский банк (с 7 апреля 2009 года), ОАО Полюс-Золото (с 15 мая 2009 года), ОАО группа компаний ПИК (с 21 июня 2011 года)[50]. У супругов есть сыновья Павел, Владимир и Денис (род. 2 мая 2015)[49].

## Некоторые статьи
- Всё будет хорошо // Отечественные записки. — 2002. — № 4-5.
- Налоговая реформа 2003—2005 // Экономика России — XXI век. — 2003. — № 13.
- «Государство избыточно вмешиваться в экономику не будет» Ведомости Vedomosti.ru 13.09.2012